# 1987年オーストラリアグランプリ
1987年オーストラリアグランプリ (1987 Australian Grand Prix)は、1987年F1世界選手権の第16戦として、1987年11月15日にアデレード市街地コースで開催された。

## 概要
ナイジェル・マンセルが前戦日本GPのクラッシュの影響で欠場したため、エントリーに変更があった。ウィリアムズは1988年からの加入が決定しているリカルド・パトレーゼをエントリーした。パトレーゼにとって、ホンダエンジンを搭載したマシンで参戦した唯一のF1レースだった。
シーズンを通じパトレーゼをエントリーしていたブラバムは、この年の国際F3000チャンピオンを獲得したステファノ・モデナにシートを与えデビューさせた。

## 決勝
フェラーリのゲルハルト・ベルガーがオープニングラップを制し、そのまま独走したが、2位以下は荒れた。ウィリアムズの2台はいずれもマシントラブルによりゴールまで到達することができず、マクラーレンの2台もともにブレーキトラブルで姿を消した。
もう1台のフェラーリに乗るアルボレートは中盤以降セナに次ぐ3位にポジションを上げ、そのままゴールまで走りきった。2位でゴールしたセナは表彰式の終了後にブレーキダクトのサイズ違反により失格となり、最終結果から除外された。このため記録が訂正され公式記録上フェラーリが1-2フィニッシュとなり、以下完走者の順位は1つ繰り上がった。4位となったジョナサン・パーマーはこのグランプリが生涯のキャリアベストの結果となった。

## 結果

### 予選結果
| 順位 | No | ドライバー                 | コンストラクタ                 | 1回目    | 2回目    |
| ---- | -- | -------------------------- | ------------------------------ | -------- | -------- |
| 1    | 28 | ゲルハルト・ベルガー       | フェラーリ                     | 1'17.267 | 1'18.142 |
| 2    | 1  | アラン・プロスト           | マクラーレン・TAG              | 1'18.200 | 1'17.967 |
| 3    | 6  | ネルソン・ピケ             | ウィリアムズ・ホンダ           | 1'18.017 | 1'18.176 |
| 4    | 12 | アイルトン・セナ           | ロータス・ホンダ               | 1'18.508 | 1'18.488 |
| 5    | 20 | ティエリー・ブーツェン     | ベネトン・フォード             | 1'18.943 | 1'18.523 |
| 6    | 27 | ミケーレ・アルボレート     | フェラーリ                     | 1'18.578 | 1'19.612 |
| 7    | 5  | リカルド・パトレーゼ       | ウィリアムズ・ホンダ           | 1'19.507 | 1'18.813 |
| 8    | 2  | ステファン・ヨハンソン     | マクラーレン・TAG              | 1'19.761 | 1'18.826 |
| 9    | 19 | テオ・ファビ               | ベネトン・フォード             | 1'19.461 | 1'20.301 |
| 10   | 8  | アンドレア・デ・チェザリス | ブラバム・BMW                  | 1'19.768 | 1'19.590 |
| 11   | 18 | エディ・チーバー           | アロウズ・メガトロン           | 1'20.187 | 1'21.592 |
| 12   | 17 | デレック・ワーウィック     | アロウズ・メガトロン           | 1'20.638 | 1'20.837 |
| 13   | 24 | アレッサンドロ・ナニーニ   | ミナルディ・モトーリ・モデルニ | 1'20.701 | 1'21.523 |
| 14   | 11 | 中嶋悟                     | ロータス・ホンダ               | 1'21.708 | 1'20.891 |
| 15   | 7  | ステファノ・モデナ         | ブラバム・BMW                  | 1'21.887 | 1'21.104 |
| 16   | 9  | マーティン・ブランドル     | ザクスピード                   | 1'22.224 | 1'21.483 |
| 17   | 30 | フィリップ・アリオー       | ローラ・フォード               | 1'21.888 | 1'22.846 |
| 18   | 4  | フィリップ・ストレイフ     | ティレル・フォード             | 1'21.971 | 1'22.434 |
| 19   | 3  | ジョナサン・パーマー       | ティレル・フォード             | 1'22.315 | 1'22.087 |
| 20   | 25 | ルネ・アルヌー             | リジェ・メガトロン             | 1'24.833 | 1'22.303 |
| 21   | 29 | ヤニック・ダルマス         | ローラ・フォード               | 1'25.021 | 1'22.650 |
| 22   | 26 | ピエルカルロ・ギンザーニ   | リジェ・メガトロン             | 1'22.689 | 1'24.652 |
| 23   | 16 | イヴァン・カペリ           | マーチ・フォード               | 1'22.698 | 1'22.704 |
| 24   | 10 | クリスチャン・ダナー       | ザクスピード                   | 1'23.046 | 1'22.736 |
| 25   | 14 | ロベルト・モレノ           | AGS・フォード                  | 1'23.659 | 1'24.149 |
| 26   | 23 | エイドリアン・カンポス     | ミナルディ・モトーリ・モデルニ | 1'25.760 | 1'24.121 |
| DNQ  | 21 | アレックス・カフィ         | オゼッラ・アルファロメオ       | 1'25.872 | 1'27.331 |

### 決勝結果
| 順位     | No. | ドライバー                 | コンストラクタ                 | 周回 | タイム/リタイヤ    | グリッド | ポイント |
| -------- | --- | -------------------------- | ------------------------------ | ---- | ------------------ | -------- | -------- |
| 1        | 28  | ゲルハルト・ベルガー       | フェラーリ                     | 82   | 1:52'56.144        | 1        | 9        |
| 2        | 27  | ミケーレ・アルボレート     | フェラーリ                     | 82   | +1'07.884          | 6        | 6        |
| 3        | 20  | ティエリー・ブーツェン     | ベネトン・フォード             | 81   | +1 Lap             | 5        | 4        |
| 4        | 3   | ジョナサン・パーマー       | ティレル・フォード             | 80   | +2 Laps            | 19       | 3        |
| 5        | 29  | ヤニック・ダルマス         | ローラ・フォード               | 79   | +3 Laps            | 21       | 0*       |
| 6        | 14  | ロベルト・モレノ           | AGS・フォード                  | 79   | +3 Laps            | 25       | 1        |
| 7        | 10  | クリスチャン・ダナー       | ザクスピード                   | 79   | +3 Laps            | 24       |          |
| 8        | 8   | アンドレア・デ・チェザリス | ブラバム・BMW                  | 78   | +4 Laps            | 10       |          |
| 9        | 5   | リカルド・パトレーゼ       | ウィリアムズ・ホンダ           | 76   | オーバーヒート     | 7        |          |
| DSQ      | 12  | アイルトン・セナ           | ロータス・ホンダ               | 82   | 失格               | 4        |          |
| リタイヤ | 6   | ネルソン・ピケ             | ウィリアムズ・ホンダ           | 58   | ブレーキ           | 3        |          |
| リタイヤ | 16  | イヴァン・カペリ           | マーチ・フォード               | 58   | スピンオフ         | 23       |          |
| リタイヤ | 1   | アラン・プロスト           | マクラーレン・TAG              | 53   | ブレーキ           | 2        |          |
| リタイヤ | 18  | エディ・チーバー           | アロウズ・メガトロン           | 53   | オーバーヒート     | 11       |          |
| リタイヤ | 2   | ステファン・ヨハンソン     | マクラーレン・TAG              | 48   | ブレーキ           | 8        |          |
| リタイヤ | 19  | テオ・ファビ               | ベネトン・フォード             | 46   | ブレーキ           | 9        |          |
| リタイヤ | 23  | エイドリアン・カンポス     | ミナルディ・モトーリ・モデルニ | 46   | トランスミッション | 26       |          |
| リタイヤ | 30  | フィリップ・アリオー       | ローラ・フォード               | 45   | 電気系             | 17       |          |
| リタイヤ | 25  | ルネ・アルヌー             | リジェ・メガトロン             | 41   | 点火系             | 20       |          |
| リタイヤ | 7   | ステファノ・モデナ         | ブラバム・BMW                  | 31   | 身体               | 15       |          |
| リタイヤ | 26  | ピエルカルロ・ギンザーニ   | リジェ・メガトロン             | 26   | 点火系             | 22       |          |
| リタイヤ | 11  | 中嶋悟                     | ロータス・ホンダ               | 22   | サスペンション     | 14       |          |
| リタイヤ | 17  | デレック・ワーウィック     | アロウズ・メガトロン           | 19   | トランスミッション | 12       |          |
| リタイヤ | 9   | マーティン・ブランドル     | ザクスピード                   | 18   | エンジン           | 16       |          |
| リタイヤ | 4   | フィリップ・ストレイフ     | ティレル・フォード             | 6    | スピンオフ         | 18       |          |
| リタイヤ | 24  | アレッサンドロ・ナニーニ   | ミナルディ・モトーリ・モデルニ | 0    | アクシデント       | 13       |          |

- 予選、決勝順位は、公式サイト[2]およびF1イヤーブック[3]より。

## 記録
- 最終F1グランプリ:テオ・ファビ
- 初F1グランプリ:ステファノ・モデナ
- 初ポイント獲得（チーム）:AGS
- 初ポイント獲得（ドライバー）:ロベルト・モレノ
- ヤニック・ダルマスは5位でゴールしたが、ラルースチームの年間エントリーが1カーだったため、2台目となるダルマスのポイントは認められなかった。